# Baleares-Klasse
Die Baleares-Klasse, auch bekannt als F70-Klasse, war eine Klasse von fünf Mehrzweckfregatten der Armada Española. Die Schiffe basierten auf den Fregatten der Knox-Klasse der US Navy (USN). Alle fünf Schiffe wurden bei Bazan (heute Navantia) im Nordwesten Spaniens gebaut.

## Geschichte
Die Schiffe ersetzten die Fregatten der Pizzaro-Klasse und bildeten die 31. Geleitflottille mit Heimathafen an ihrem Geburtsort in Ferrol im Nordwesten Spaniens.
Ursprünglich dachte Spanien daran, neue Fregatten der britischen Leander-Klasse lokal bauen zu lassen. Aus politischen Gründen – das Vereinigte Königreich hatte eine Labour-Regierung und in Spanien herrschte noch das Franco-Regime – scheiterte dieser Plan. Man wählte schließlich als Basis die Knox-Klasse, in Diensten der USN reine U-Jagdschiffe. Da Spanien jedoch eine Mehrzweckfregatte benötigte, wurde der Entwurf, wie im folgenden Abschnitt erläutert, stark modifiziert.
In den 1970er und 1980er Jahren bis zum Zulauf der Santa-María-Klasse ab Ende der 1980er Jahre bildeten die Schiffe das Rückgrat der spanischen Flotte und waren regelmäßig an USN- oder NATO-Manövern beteiligt. Im Einsatz waren Einheiten der Klasse am Zweiten Golfkrieg, patrouillierend im Roten Meer und während der Jugoslawienkriege.
Auf der Extremadura ereignete sich ein knappes Jahr vor ihrer Außerdienststellung am 19. Dezember 2005 beim Anheizen zum Auslaufen eine schwere Kesselexplosion, bei der zwei Wachmänner schwerste Verbrühungen erlitten, denen sie wenig später erlagen. Die Spanische Marine räumte später ein, dass Verschleiß der weit über 30 Jahre alten Anlage für das Unglück mitverantwortlich gewesen sei. Ein in diesem Zusammenhang vor einem Militärgericht angeklagter Marine-Ingenieur wurde 2012 freigesprochen.

## Technik
Die Klasse ist eine modifizierte Version der Knox-Klasse. Die Hauptunterschiede sind der Ersatz der Sea-Sparrow-Raketen und des U-Boot-Abwehrhubschraubers durch einen Standard-Missile-Starter und die zugehörigen Radare. Sie erhielten ein SPS-52B-3D-Suchradar und ein SPG-51-Zielbeleuchter für die SM-1-Boden-Luft-Flugkörper mittlerer Reichweite, die von einem Mk-22-Starter abgeschossen werden, es stehen maximal 16 Lenkwaffen im Magazin zur Verfügung. Das SQS-26-Niederfrequenzsonar hoher Reichweite wurde durch das AN/SQS-23G-MF-Sonar ersetzt, während zwei Mk-25-Rohre für Mk37-Torpedos an anderer Stelle montiert wurden. Das SQS-35-Schleppsonar (VDS: Variable Depth Sonar) wurde beibehalten.
Die Schiffe wurden während ihrer Dienstzeit mehrfach modernisiert. Sie erhielten das TRITAN-Einsatzdatensystem aus Spanien und das Frühwarnsystem wurde ebenfalls durch heimische Geräte aktualisiert. Zudem wurden Mk36-SROC-Täuschkörperstarter eingerüstet, genauso wie mittschiffs zwei Vierfach-Harpoon-Starter sowie zwei Meroka-Nahbereichsverteidigungssysteme. Das ursprüngliche Sonar wurde durch ein moderneres, spanisches DE-1160LF-Gerät ersetzt (eine größere, tieferfrequente Version des SQS-56-Sonar). Die Mk-25-Torpedorohre wurden entfernt, um Unterkünfte für weibliche Besatzungsmitglieder zu schaffen.
Die maximale Reichweite der Schiffe der Baleares-Klasse wurde mit 4.500 Seemeilen bei 20 Knoten angegeben. Die Höchstgeschwindigkeit der 35.000-PS-Maschine betrug 28 Knoten.

## Einheiten
Alle Schiffe waren im galicischen Ferrol beheimatet und nach spanischen Regionen benannt.
| Kennung | Name        | Kiellegung | Stapellauf        | in Dienst gestellt | außer Dienst gestellt | Verbleib                  |
| ------- | ----------- | ---------- | ----------------- | ------------------ | --------------------- | ------------------------- |
| F71     | Baleares    |            | 20. August 1970   | 24. September 1973 | 30. März 2005         | wird verschrottet in Vigo |
| F72     | Andalucía   |            | 30. März 1971     | 23. Mai 1974       | 15. Dezember 2005     | als Zielschiff versenkt   |
| F73     | Cataluña    |            | 3. November 1971  | 16. Januar 1975    | 30. Juni 2004         | als Zielschiff versenkt   |
| F74     | Asturias    |            | 13. Mai 1972      | 2. Dezember 1975   | 30. Juni 2009         | offen                     |
| F75     | Extremadura |            | 21. November 1972 | 10. November 1976  | 15. September 2006    | offen                     |

Mit Zulauf der Fregatten der Álvaro-de-Bazán-Klasse wurden die Schiffe im ersten Jahrzehnt des 21. Jahrhunderts außer Dienst gestellt.